# Лукирский, Пётр Иванович
Пётр Ива́нович Луки́рский (1 (13) декабря 1894, Оренбург — 16 ноября 1954, Ленинград) — советский физик, академик Академии наук СССР (1946).

## Биография
Родился в Оренбурге в семье землемера. В 1903 году Лукирские переехали в Новгород, где Пётр окончил мужскую гимназию. В 1912 году он поступил на физико-математический факультет Санкт-Петербургского университета, где студентом уже начал научную работу под руководством А. Ф. Иоффе; им была написана работа «О магнетоне Вейса». Университет окончил в 1916 году; дипломная работа Лукирского была посвящена электропроводности NaCl.
Был оставлен при университете, на кафедре физики; в 1918 году сдал магистерские экзамены. С 1918 года начал работать в рентгенологическом и радиологическом институте, физико-технический отдел которого вскоре превратился в самостоятельный институт — Физико-технический институт имени А. Ф. Иоффе. В 1919 году П. И. Лукирский начал читать лекции в Петроградском университете: сначала в качестве преподавателя, затем — доцента, а с 1926 года — профессора кафедры электричества. Работал также главным научным консультантом завода Светлана и Центральной лаборатории проводной связи.
В 1925 году с помощью метода конденсатора ему впервые удалось измерить энергию характеристического излучения углерода, алюминия и цинка. Вскоре он опубликовал работы по дисперсии рентгеновского излучения и эффекту Комптона.
В 1933 году П. И. Лукирский был избран членом-корреспондентом Академии наук, в период с 1934 по 1938 годы заведовал кафедрой электричества физического факультета ЛГУ.
В 1938 году, 3 апреля, был арестован по обвинению в участии в «контрреволюционной фашистской
организации».

Следователь Божичко, который вёл моё дело, применял ко мне незаконные методы следствия: допрос вёлся в течение семи суток, без перерыва для сна, меня заставляли стоять по 36-40 часов подряд, во время стояния били и издевались.
При этом никаких попыток разобраться в существе дела следователь не предпринимал — от меня требовали только подпись под заявлением, что я контрреволюционер. Несмотря на применение насилия, такого заявления я не подписал. Следователь не дал мне возможности написать подробные и обстоятельные объяснения по делу.— Из заявления член-корреспондента АН СССР Петра Ивановича Лукирского на имя начальника НКВД Ленинградской области // Кац Ц. Б. Воспоминания о Петре Ивановиче Лукирском
В сентябре 1938 года Особое совещание при НКВД СССР приговорило его к 5 годам лагерей. Находился в ИТЛ в районе Соликамска (Усольлаг), затем в Ленинградской области (Боровичи) до осени 1942 года, работал там как инженер-гидролог. По ходатайству А. Иоффе, П. Капицы, А. Алиханова, В. Фока, А. Байкова, А. Крылова его дело было пересмотрено Особым совещанием, он был реабилитирован и освобожден, после чего вновь принят на работу в Физико-технический институт, который тогда находился в эвакуации в Казани.
После войны он работал в области ядерной физики, исследовал процессы взаимодействия нейтронов с веществом, в 1954 году впервые в мире опубликовал работу о ядерном расщеплении, вызванном К-мезоном.

## Награды
- орден Ленина
- 2 ордена Трудового Красного Знамени (10.06.1945; 21.03.1947)

## Ученики
- Алиханов, Абрам Исаакович (1904—1970)
- Алиханьян, Артём Исаакович (1908—1978)
- Ансельм, Андрей Иванович (1905—1988)
- Арцимович, Лев Андреевич (1909—1973)
- Добрецов, Леонтий Николаевич[нем.] (1904—1968)
- Жданов, Александр Павлович (1904—1969)
- Лашкарёв, Вадим Евгеньевич (1903—1974)
- Шуппе, Георгий Николаевич (1906—1994)